# 蘇哈勒烏鄉
48°08′N 26°25′E / 48.133°N 26.417°E
蘇哈勒烏鄉（羅馬尼亞語：Comuna Suharău, Botoșani），是羅馬尼亞的鄉份，位於該國東北部，由博托沙尼縣負責管轄，面積105平方公里，海拔高度202米，2007年人口5,239，人口密度每平方公里50人。